# Drosophila busckii
Drosophila busckii là một loài ruồi giấm bản địa của Bắc Mỹ. Phần lớn nó có mối quan hệ với khoai tây thối rữa. Trong phòng thí nghiệm nó thường được nuôi trên thực ăn Wheeler-Clayton.

## Hình ảnh

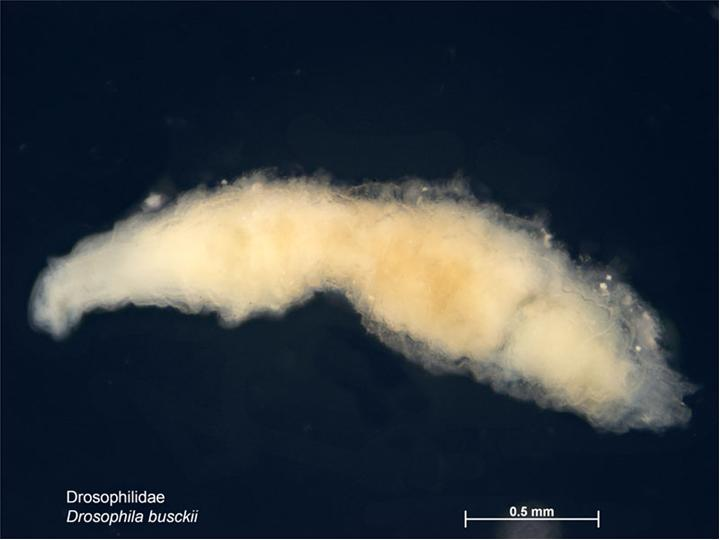
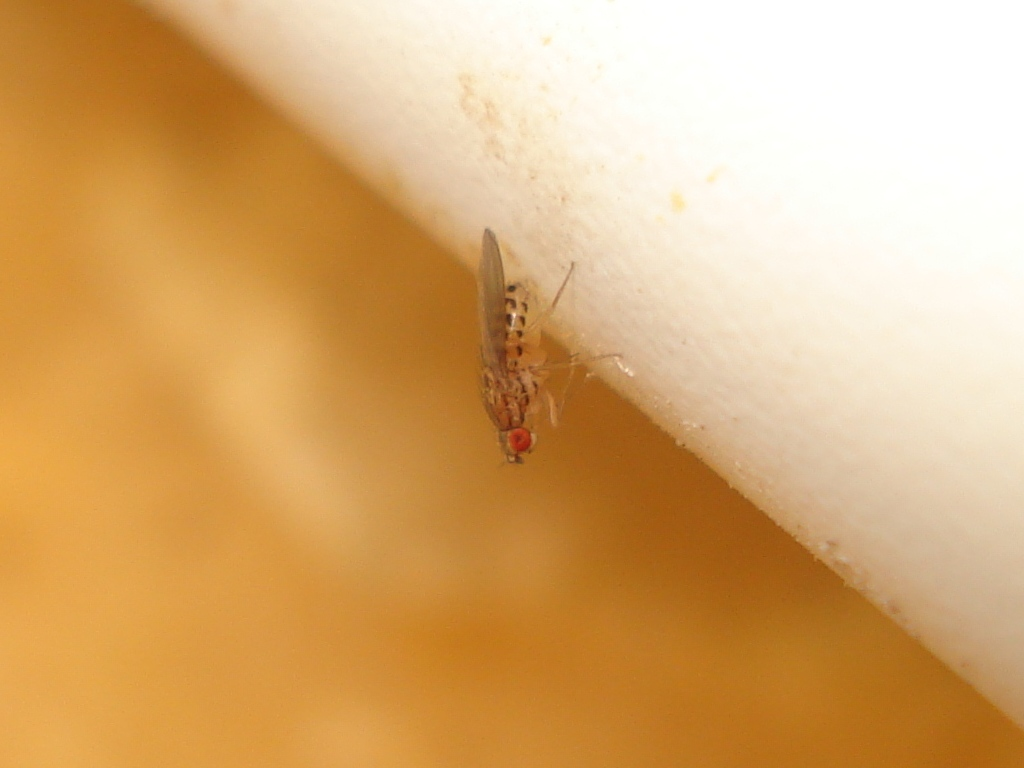
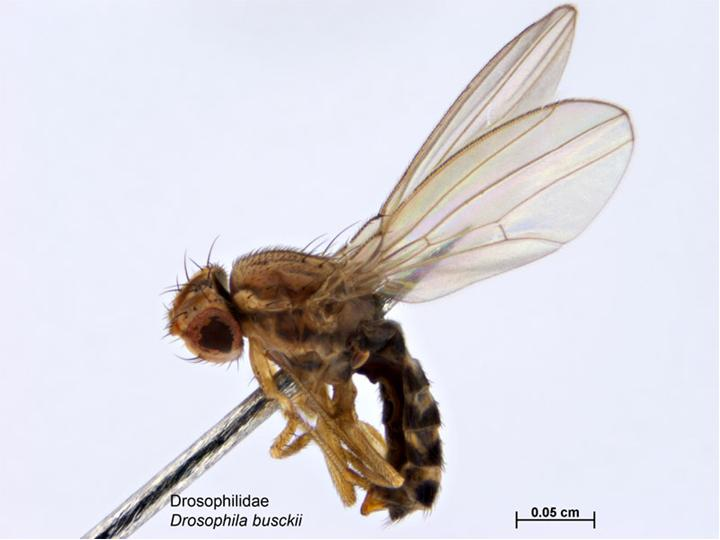